# Athripsodes boettgeri
Athripsodes boettgeri är en nattsländeart som beskrevs av Jacquemart och Statzner 1981. Athripsodes boettgeri ingår i släktet Athripsodes och familjen långhornssländor. Inga underarter finns listade i Catalogue of Life.